# ぬこ耳団
ぬこ耳団（ぬこみみだん）は、2010年、あさくさFMのラジオ番組『Asakusa Catch UP』から誕生した、君島樹と、ふじいなおみの2人から成る、頭にネコ耳をつけた日本の女性ラジオパーソナリティユニットである。
また、パーソナリティの他、イベントMCとしても活動。

## メンバー
【君島樹（きみしま いつき）】

所属事務所：株式会社ホワイトマジックエンターテインメントジャパン
- 元「団長」
- 3月31日生まれ。東京都出身。
- パーソナリティの他、コスプレイヤー、モデル、ナレーター等の活躍もしている。

【ふじい なおみ】
- 元「副団長」
- 10月14日生まれ。北海道札幌市出身。ニックネーム「なおぞう」。
- プライベートで、インターネットラジオ『あらギョっ！』を製作、放送。

## 活動
- あさくさFM『Asakusa Catch UP』パーソナリティ。(2010年 - )
- スティッカムTV『Asakusa Catch UP』パーソナリティ。(2010年 - )
- USTREAM『Asakusa Catch UP』パーソナリティ。(2010年 - )
- 池袋音女同盟『イケオト☆パーティーナイト』イベントMC。(2010年4月 - )
- あさくさFM、FMドラマシティ『ぬこ耳団のミュージックパフェ』パーソナリティ。(2010年 - )